# Jake Layman
Jake Layman (Norwood, 7 de Março de 1994) é um jogador norte-americano de basquete profissional que atualmente joga pelo Minnesota Timberwolves da National Basketball Association (NBA).
Ele jogou basquete universitário na Universidade de Maryland e foi selecionado pelo Orlando Magic como a 47º escolha geral no draft da NBA de 2016.

## Carreira no ensino médio
Nascido em Norwood, Massachusetts, Layman estudou na King Philip Regional High School. Em seu último ano, ele teve médias de 26 pontos, cinco bloqueios e quatro assistências. A ESPN o classificou como o 17º melhor Ala nacional e o 3º melhor jogador de Massachusetts.

## Carreira universitária
Layman foi recrutado para a Universidade de Maryland pelo nativo de Massachusetts e então assistente técnico da universidade, Scott Spinelli. Ele foi titular em 17 jogos e teve uma média de 5,5 pontos por jogo como calouro.
Em seu segundo ano, Layman melhorou suas médias para 11,7 pontos e 5,0 rebotes.

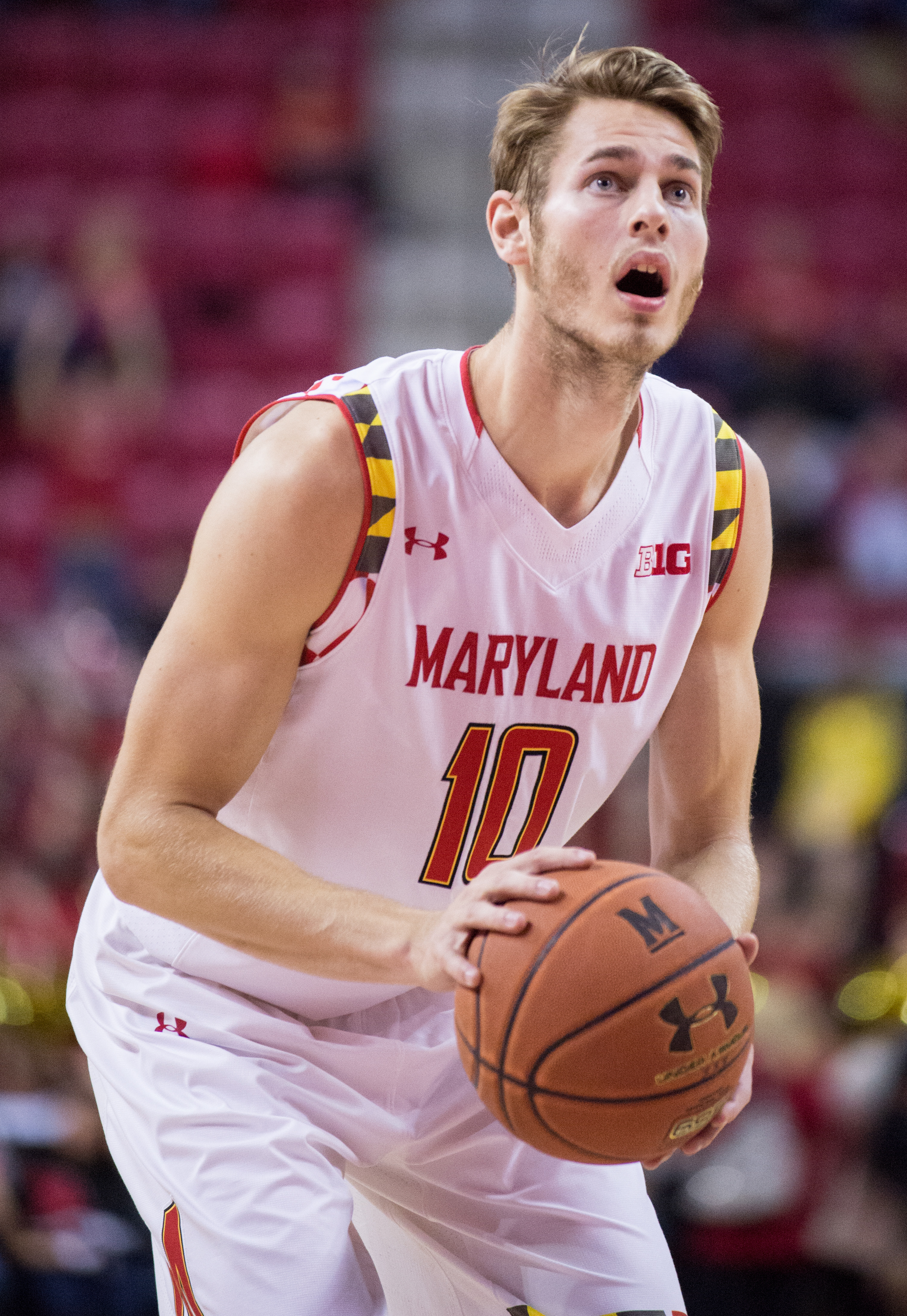
Layman em 2014

Em seu terceiro ano, Layman foi selecionado para a Terceira-Equipe da Big Ten pela mídia. Ele também foi duas vezes nomeado Jogador da Semana da Big Ten.
Layman levou Maryland ao Torneio da NCAA pela primeira vez em cinco anos. Ele terminou em terceiro lugar na equipe em pontuação com média de 12,5 pontos e liderou a equipe em rebotes com média de 5,8 rebotes. Depois de falar com um comitê consultivo da NBA, Layman decidiu voltar à universidade para sua última temporada e renunciar a uma possível seleção de segunda rodada no draft da NBA de 2015.
Em seu último ano, ele teve médias de 11,6 pontos e 5,3 rebotes, acertando 50% de seus arremessos e 39,6% de seus arremessos de três pontos.

## Carreira profissional

### Portland Trail Blazers (2016–2019)
Em 23 de junho de 2016, Layman foi selecionado pelo Orlando Magic como a 47ª escolha geral no draft da NBA de 2016. Na noite do draft, ele foi negociado com o Portland Trail Blazers em troca de uma futura escolha de segunda rodada de 2019. Em 6 de julho, ele assinou um contrato de 3 anos e US$3.5 milhões com o Trail Blazers e se juntou à equipe para a Summer League de 2016.
Ele fez sua estreia na NBA em 1º de novembro de 2016, ele marcou 17 pontos na derrota por 127-104 para o Golden State Warriors. Ele acertou cinco arremessos de três pontos no jogo, tornando-se o primeiro jogador dos Trail Blazer a fazer isso em uma estreia, e terminou um a menos do recorde da franquia em um quarto.

### Minnesota Timberwolves (2019–Presente)
Em 8 de julho de 2019, Layman assinou um contrato de 3 anos e US$ 11,5 milhões com os Blazers e foi posteriormente negociado com o Minnesota Timberwolves em troca de Bojan Dubljević.

## Perfil do jogador
Layman tem sido comparado com Chandler Parsons. Ambos os jogadores têm o tamanho para pegar rebotes, mas também a capacidade de arremesso de 3 pontos. Sobre a comparação, Layman observou: “Sinto que o jogo dele se encaixa um pouco mais na NBA do que no jogo universitário, e é assim que me sinto. Acho que sou um cara que não precisa ter a bola nas mãos o tempo todo para realmente causar impacto. Eu sinto que poderia ser um daqueles caras que ficam no perímetro e apenas arremessam quando precisam”.

## Vida pessoal
Layman mora em Portland, Oregon, e tem quatro irmãos: Connor, Jimmy, Ryan e Kyle. Seus pais, Tim e Claire, praticavam esportes universitários na Universidade do Maine. Em julho de 2018, Layman propôs a sua namorada de longa data, Jasmine, e eles se casaram em 20 de julho de 2019. Outros membros de sua família residem em Carroll County, Maryland.

## Estatísticas da carreira

### NBA

#### Temporada regular
| Ano      | Equipe    | PJ  | PT | MPJ  | AP   | 3P   | LL   | RT  | AS | BR | TO | PPJ |
| -------- | --------- | --- | -- | ---- | ---- | ---- | ---- | --- | -- | -- | -- | --- |
| 2016–17  | Portland  | 35  | 1  | 7.1  | .292 | .255 | .765 | .7  | .3 | .3 | .1 | 2.2 |
| 2017–18  | Portland  | 35  | 1  | 4.6  | .298 | .200 | .667 | .5  | .3 | .2 | .1 | 1.0 |
| 2018–19  | Portland  | 71  | 33 | 18.7 | .509 | .326 | .704 | 3.1 | .7 | .4 | .4 | 7.6 |
| 2019–20  | Minnesota | 23  | 2  | 22.0 | .453 | .333 | .750 | 2.5 | .7 | .7 | .4 | 9.1 |
| 2020–21  | Minnesota | 45  | 11 | 13.9 | .495 | .295 | .703 | 1.5 | .6 | .6 | .4 | 5.1 |
| 2021–22  | Minnesota | 34  | 1  | 6.8  | .411 | .229 | .722 | 1.1 | .3 | .2 | .1 | 2.4 |
| Carreira | Carreira  | 243 | 49 | 12.1 | .409 | .273 | .718 | 1.5 | .4 | .4 | .2 | 4.5 |

#### Playoffs
| Ano      | Equipe   | PJ | PT | MPJ | AP    | 3P    | LL   | RT  | AS  | BR  | TO | PPJ |
| -------- | -------- | -- | -- | --- | ----- | ----- | ---- | --- | --- | --- | -- | --- |
| 2017     | Portland | 2  | 0  | 8.0 | .500  | 1.000 | .500 | .5  | .5  | .5  | .0 | 3.0 |
| 2018     | Portland | 1  | 0  | 8.0 | 1.000 | –     | –    | 1.0 | 1.0 | 2.0 | .0 | 6.0 |
| 2019     | Portland | 6  | 0  | 3.3 | .143  | .000  | .750 | .7  | .0  | .0  | .0 | .8  |
| Carreira | Carreira | 9  | 0  | 6.4 | .547  | .500  | .625 | .7  | .5  | .8  | .0 | 3.2 |

### Universitário
| Ano      | Equipe   | PJ  | PT  | MPJ  | AP   | 3P   | LL   | RT  | AS  | BR  | TO  | PPJ  |
| -------- | -------- | --- | --- | ---- | ---- | ---- | ---- | --- | --- | --- | --- | ---- |
| 2012-13  | Maryland | 38  | 17  | 19.9 | .396 | .299 | .694 | 3.2 | .9  | .6  | .6  | 5.5  |
| 2013-14  | Maryland | 32  | 28  | 31.8 | .401 | .365 | .719 | 5.0 | .9  | 1.1 | .8  | 11.7 |
| 2014-15  | Maryland | 35  | 34  | 30.1 | .470 | .378 | .752 | 5.8 | 1.4 | .8  | .7  | 12.5 |
| 2015-16  | Maryland | 36  | 36  | 30.9 | .500 | .396 | .832 | 5.3 | 1.1 | 1.1 | 1.0 | 11.6 |
| Carreira | Carreira | 141 | 115 | 28.1 | .441 | .359 | .749 | 4.8 | 1.0 | .9  | .7  | 10.3 |

Fonte: